# Geoff Duke
 Geoffrey Ernest Duke OBE, conegut com a Geoff Duke   (St Helens, 29 de març de 1923 - Illa de Man, 1 de maig de 2015), va ser un pilot de motociclisme anglès que va guanyar sis campionats del món (dos de 350cc i quatre de 500cc) durant la dècada del 1950. Va ser nomenat Oficial de l'Orde de l'Imperi Britànic (OBE, Officer of the Order of the British Empire) el 1953 i MotoGP Legend el 2002.

## Carrera esportiva
Després d'obtenir el rang de sergent de l'equip al Royal Signals Motorcycle Display Team (un grup format per membres del Royal Corps of Signals de l'exèrcit britànic que oferien espectacles d'acrobàcia en motocicleta i eren coneguts com als White Helmets 'cascs blancs'), Duke va esdevenir un protagonista destacat de les curses de motociclisme durant la dècada del 1950.

### Mundial de motociclisme

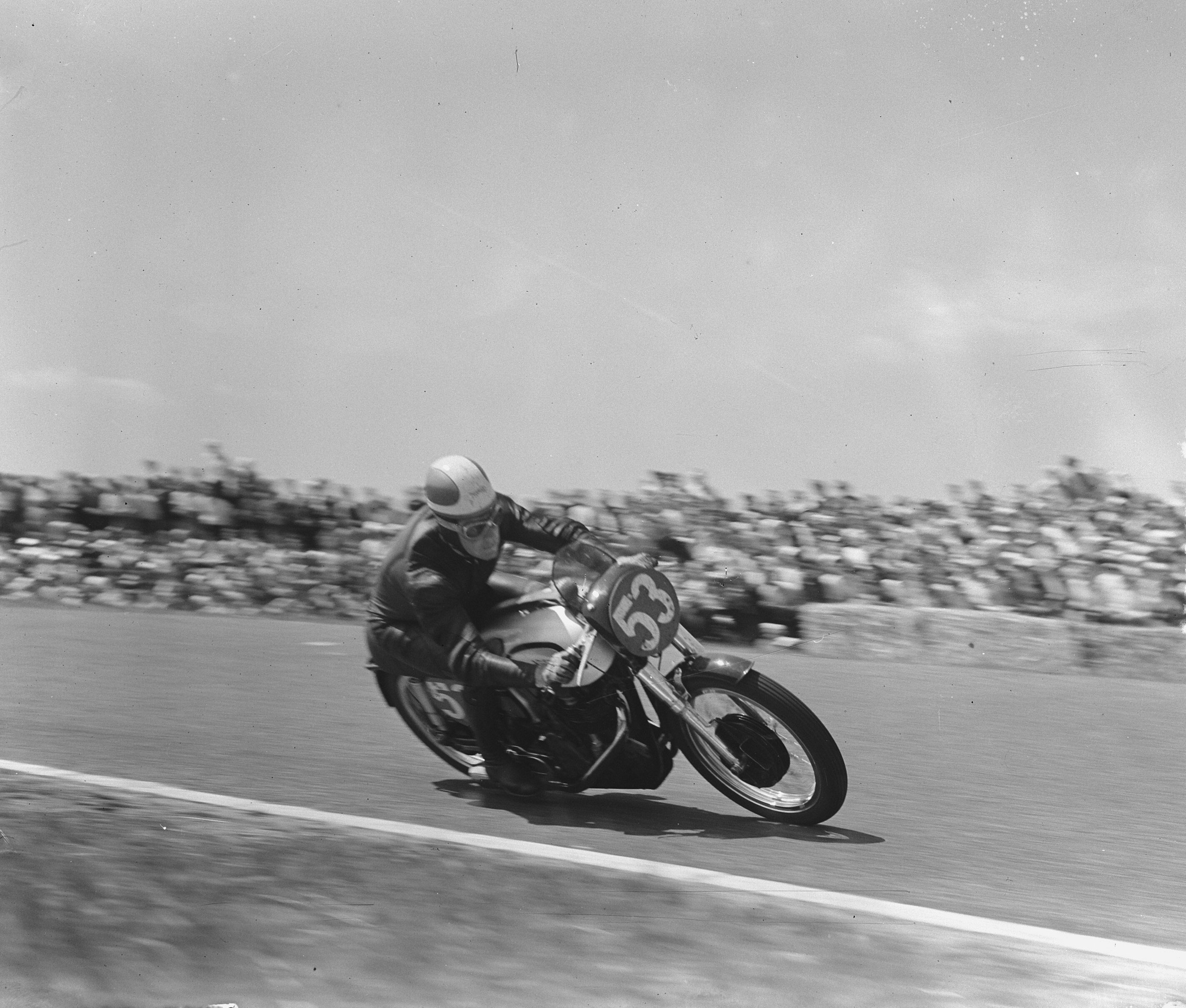
Duke camí de la victòria al Dutch TT de 350cc el 1952

Va debutar al Manx Grand Prix de l'illa de Man el 1948 i se'n va retirar després de quatre voltes a la cursa Junior. Va guanyar ressò després de l'edició de 1949, en què acabà segon a la cursa Junior havent remuntat després de caure i va guanyar la cursa Senior després d'establir-ne la volta ràpida i el rècord de velocitat mitjana en cursa. Aquell any també va guanyar la cursa Senior Clubmans al TT de l'Illa de Man. Va signar amb l'equip de fàbrica de Norton per al TT de 1950, on acabà segon al Junior TT i va batre els rècords de volta i de cursa al Senior TT.
Duke va guanyar tres campionats del món per a Norton els anys 1951 i 1952 i tot seguit va canviar al fabricant italià Gilera, amb el qual va aconseguir un enfilall de tres campionats del món de 500cc consecutius (1953-1955). El seu suport a una vaga de pilots que demanaven més diners en concepte de primes de sortida va portar la FIM a suspendre'l durant sis mesos, destruint qualsevol esperança d'un quart títol consecutiu.
El 1953 va entrar a l'equip de curses de cotxes esportius d'Aston Martin per a córrer amb el DB3. Fent equip amb Peter Collins, la parella va liderar les 12 hores de Sebring fins a l'accident de Duke i la retirada resultant.
El 1955 va ser declarat el primer a fer una volta al Mountain Course del TT de l'Illa de Man a 100 mph, tot i que després, la dada es va corregir a 99,97 i, per tant, la primera volta oficial a 100 mph s'atribueix a Bob McIntyre, també amb una Gilera, el 1957 (Duke no va ser titular aquell any a causa d'una lesió). La seva darrera cursa al mundial de motociclisme va ser el Gran Premi de les Nacions de 1959.

### Fórmula 1
Duke va fer una breu incursió en la Fórmula 1 tot participant al Gran Premi d'Alemanya de 1961 amb un Cooper-Climax privat. Malgrat que es va veure obligat a retirar-se perquè el cotxe encara no estava preparat, va córrer la cursa Kanonloppet de Karlskoga, fora de campionat, dues setmanes després.

## Direcció d'equips
Un cop retirat, el 1963, va formar un equip de curses anomenat Scuderia Duke, amb Derek Minter i John Hartle de pilots, per a competir amb les antigues Gilera de 1957 contra Mike Hailwood i la seva MV Agusta.
El 1964 va ser nomenat director de competició de Royal Enfield, on va ajudar a desenvolupar el seu nou model GP250 Clubman's (categoria de curses amb models de producció).
De cara als Sis Dies Internacionals de 1965, celebrats a l'illa de Man, Duke va ser fonamental a l'hora d'ajudar a dissenyar-ne el recorregut de 1.000 milles i les seccions a completar en una illa que mesura aproximadament 30 milles de llarg per 10 d'ample, especialment fent servir pistes que no haurien estat disponibles a la Gran Bretanya a causa de la seva legislació més restrictiva -un problema que no existia a l'illa de Man. Un altre avantatge de l'illa és que comptava amb hotels capaços d'allotjar els equips visitants i seguidors i un bon nombre d'espectadors amb un tradicional entusiasme per l'esport de la moto. Durant l'esdeveniment, Duke va actuar com a Clerk of the Course -càrrec oficial que designa al màxim responsable de l'esdeveniment- per a l'ACU, l'entitat que interactuava amb la FIM.
El 1967, Duke va inscriure al TT de l'illa de Man la Triumph Bonneville que, pilotada per John Hartle, va guanyar la cursa de la nova classe de motocicletes de producció de 750cc.

## Vida personal

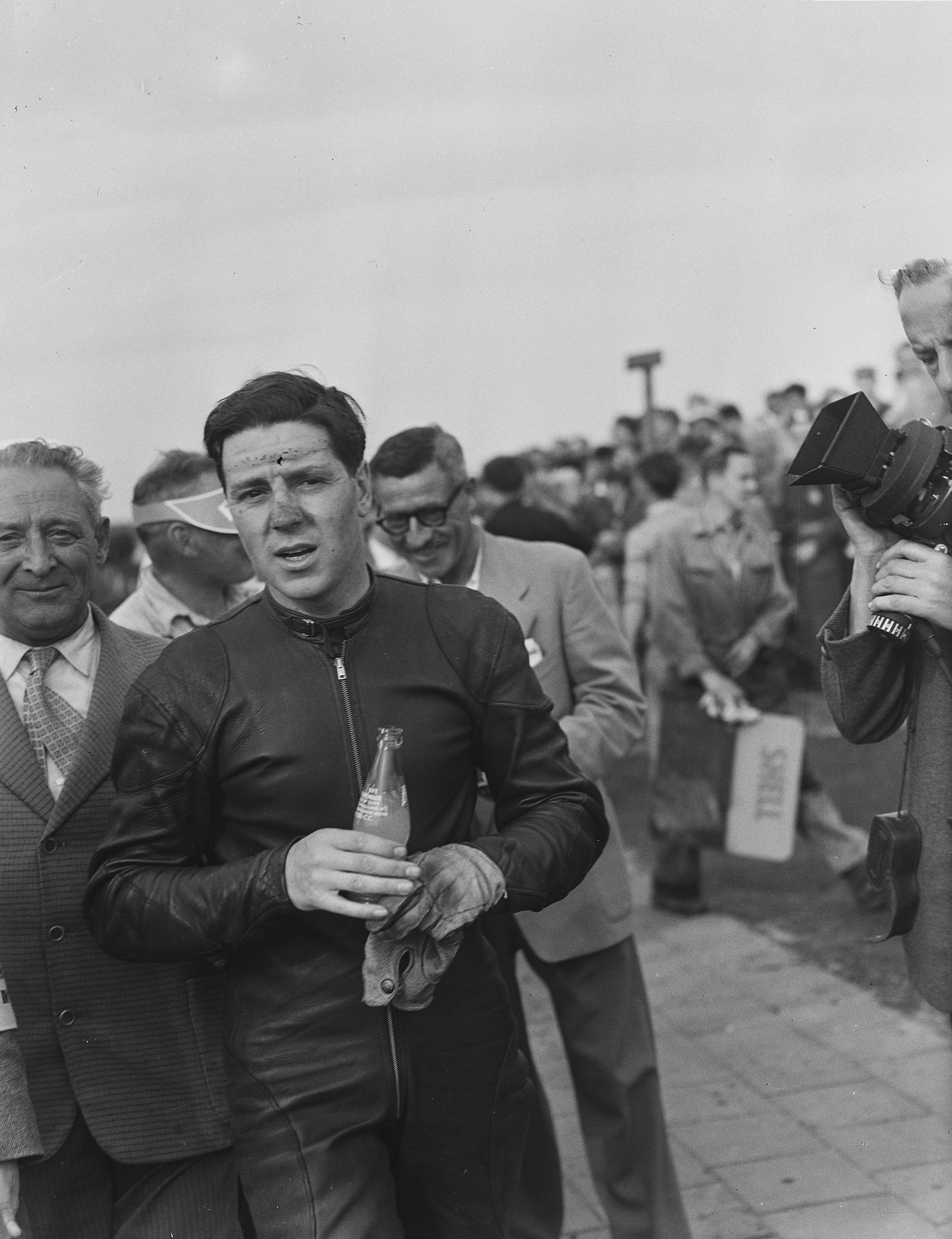
Duke lluint una de les seves famoses granotes el 1954

Geoff Duke va ser el pilot més famós a adoptar granotes de cuir d'una sola peça: havia contractat el seu sastre local, Frank Barker, per a confeccionar-li la primera. Duke havia fet servir anteriorment un folre d'una sola peça sota el seu vestit de curses de cuir de dues peces per a facilitar el moviment, per la qual cosa va rebre «comentaris escabrosos dels meus companys d'equip!»
Va ser un dels molts signants d'una carta a The Times el 17 de juliol de 1958 oposant-se a "la política d'apartheid" en l'esport internacional i defensant "el principi d'igualtat racial que es plasma en la Declaració dels Jocs Olímpics".
Després de retirar-se de les curses, Duke es va convertir en un home de negocis, inicialment en el comerç de motors i més tard en serveis d'enviament a l'illa de Man. El 1978 va tenir un paper fonamental en la creació de la Manx Line, que va introduir el primer servei de ferri roll-on-roll-off (el tipus de vaixell que permet que els cotxes hi accedeixin i en surtin circulant normalment) a l'illa, en competència amb l'Isle of Man Steam Packet Company, que duia 150 anys d'activitat.

### Distincions
Va ser nomenat esportista de l'any el 1951 i va rebre el Trofeu Segrave del RAC (Royal Automobile Club). El 1953 va ser nomenat Oficial de l'Orde de l'Imperi Britànic (OBE) a la cerimònia d'Any Nou «pels serveis al motociclisme britànic». La FIM el va nomenar MotoGP Legend el 2002.
Duke va ser molt honorat per l'Illa de Man, on va obtenir molts dels seus rècords mundials. Un punt de la secció de muntanya del Mountain Course va rebre el seu nom el 2003: des d'aleshores, tres revolts pronunciats a la fita 32, entre Brandywell i Windy Corner, duen el títol de "Duke's".

## Mort

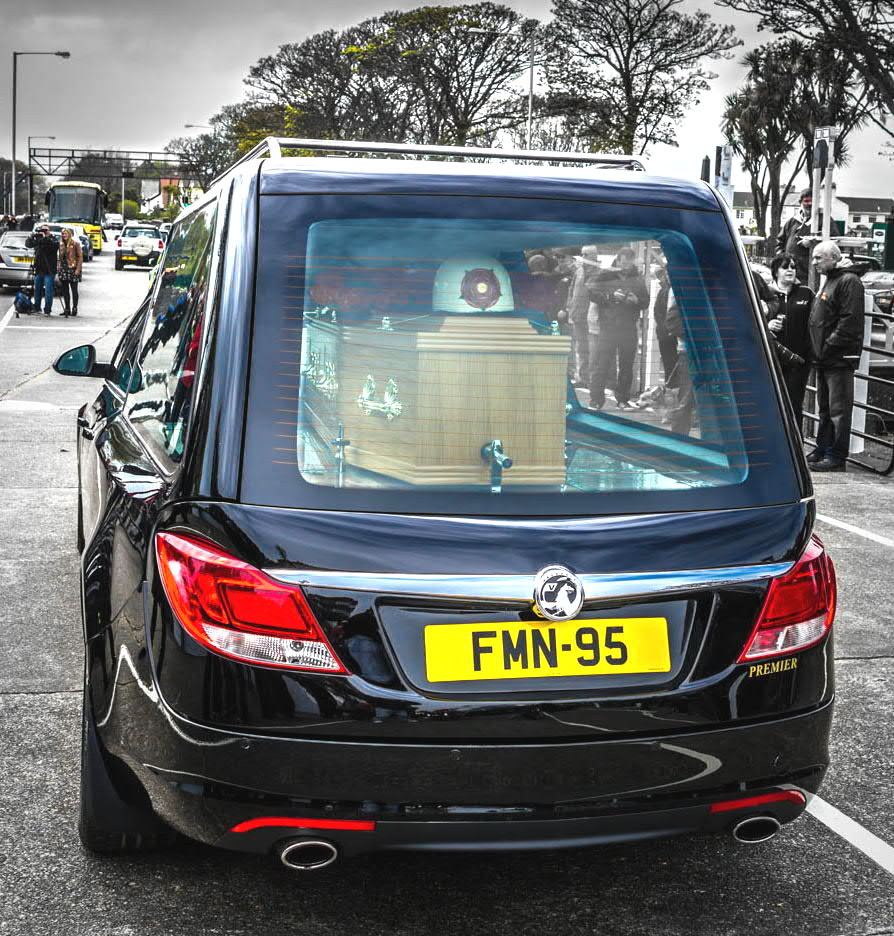
El cotxe fúnebre de Duke preparat a la tribuna del TT, a Douglas

Geoff Duke es va morir a 92 anys a la seva casa de l'Illa de Man l'u de maig de 2015 després d'una llarga malaltia. El seu seguici fúnebre es va reunir el 10 de maig a la cèlebre TT Grandstand (Tribuna del TT), a Glencrutchery Road, Douglas, i va fer una darrera volta al Mountain Course abans de la celebració del funeral familiar privat.

## Resultats al Mundial de motociclisme
Barem de puntuació de 1950 a 1968:
| Posició | 1 | 2 | 3 | 4 | 5 | 6 |
| Punts   | 8 | 6 | 4 | 3 | 2 | 1 |

(Ids. Grans Premis | Llegenda) (Curses en negreta indiquen pole; curses en  itàlica indiquen volta ràpida)
| Any  | Categoria | Equip   | 1       | 2       | 3       | 4       | 5       | 6       | 7     | 8       | 9   | Posició | Punts   |
| ---- | --------- | ------- | ------- | ------- | ------- | ------- | ------- | ------- | ----- | ------- | --- | ------- | ------- |
| 1950 | 350 cc    | Norton  | IOM 2   | BEL 3   | NED 2   | CH 3    | ULS     | NAT 1   |       |         |     | 2n      | 24 (28) |
| 1950 | 500 cc    | Norton  | IOM 1   | BEL Ret | NED Ret | CH 4    | ULS 1   | NAT 1   |       |         |     | 2n      | 27      |
| 1951 | 350 cc    | Norton  | ESP     | CH Ret  | IOM 1   | BEL 1   | NED Ret | FRA 1   | ULS 1 | NAT 1   |     | 1r      | 32 (40) |
| 1951 | 500 cc    | Norton  | ESP     | CH Ret  | IOM 1   | BEL 1   | NED 1   | FRA 5   | ULS 1 | NAT 4   |     | 1r      | 35 (37) |
| 1952 | 350 cc    | Norton  | CH 1    | IOM 1   | NED 1   | BEL 1   | GER     | ULS     | NAT   |         |     | 1r      | 32      |
| 1952 | 500 cc    | Norton  | CH Ret  | IOM Ret | NED 2   | BEL 2   | GER     | ULS     | NAT   | ESP     |     | 7è      | 12      |
| 1953 | 500 cc    | Gilera  | IOM Ret | NED 1   | BEL Ret | GER Ret | FRA 1   | ULS 2   | CH 1  | NAT 1   | ESP | 1r      | 38      |
| 1954 | 500 cc    | Gilera  | FRA Ret | IOM 2   | ULS     | BEL 1   | NED 1   | GER 1   | CH 1  | NAT 1   | ESP | 1r      | 40 (46) |
| 1955 | 500 cc    | Gilera  | ESP Ret | FRA 1   | IOM 1   | GER 1   | BEL Ret | NED 1   | ULS   | NAT 3   |     | 1r      | 36      |
| 1956 | 500 cc    | Gilera  | IOM     | NED     | BEL Ret | GER Ret | ULS Ret | NAT 1   |       |         |     | 7è      | 8       |
| 1957 | 350 cc    | Gilera  | GER     | IOM     | NED     | BEL     | ULS Ret | NAT Ret |       |         |     | -       | 0       |
| 1957 | 500 cc    | Gilera  | GER     | IOM     | NED     | BEL     | ULS 3   | NAT 2   |       |         |     | 4t      | 10      |
| 1958 | 350 cc    | Norton  | IOM Ret | NED Ret | BEL 5   | GER Ret | SWE 1   | ULS 4   | NAT 3 |         |     | 3r      | 17      |
| 1958 | 500 cc    | BMW     | IOM Ret | NED Ret | BEL 4   | GER Ret |         |         |       |         |     | 3r      | 13      |
| 1958 | 500 cc    | Norton  |         |         |         |         | SWE 1   | ULS 5   | NAT 7 |         |     | 3r      | 13      |
| 1959 | 250 cc    | NSU     |         | IOM Ret |         |         |         |         |       |         |     | 10è     | 5       |
| 1959 | 250 cc    | Benelli |         |         | GER 6   | NED     |         | SWE 3   | ULS   | NAT 10  |     | 10è     | 5       |
| 1959 | 350 cc    | Norton  | FRA     | IOM 4   | GER 4   |         |         | SWE     | ULS 3 | NAT Ret |     | 5è      | 10      |
| 1959 | 500 cc    | Norton  | FRA     | IOM     | GER 9   | NED     | BEL 3   |         | ULS 3 | NAT 3   |     | 4t      | 12      |

## Resultats a la Fórmula 1
| Any  | Equip               | Xassís | Motor  | 1   | 2   | 3   | 4   | 5   | 6       | 7   | 8   | Posició | Punts |
| ---- | ------------------- | ------ | ------ | --- | --- | --- | --- | --- | ------- | --- | --- | ------- | ----- |
| 1961 | Pescara Racing Club | Cooper | Climax | MON | HOL | BEL | FRA | GBR | ALE NVS | ITA | USA | -       | 0     |